# 兵頭一步
兵頭一步（日语：兵頭 一歩，1971年2月19日—），日本男編劇、輕小說作家。出身於大阪府。
自由身，動畫公司日昇動畫所屬時期曾經擔當製作進行。一方面在電視動畫《勇者王》曾以同名角色客串。

## 主要參加作品

### 電視動畫
※粗體字表示說明擔任劇本統籌的作品。
1995年
- 黃金勇者合體（1995年－1996年，製作進行）

1996年
- 勇者指令達古王（1996年－1997年，製作進行）

1997年
- 勇者王（1997年－1998年，製作進行）

1999年
- 進化戰記（設定製作）

2000年
- 深藍救兵（2000年－2001年，設定製作）

2001年
- 超能奇兵（設定製作）

2003年
- 機甲露寶（2003年－2004年，編劇）
- 惑星奇航（2003年－2004年，製作支援）

2004年
- SD鋼彈FORCE（編劇）
- DAN DOH!!（編劇）
- 機動戰士鋼彈SEED DESTINY（2004年－2005年，編劇）

2005年
- 槍與劍（媒體作家）

2006年
- Tactical Roar（編劇）
- 妖逆門（2006年－2007年，編劇）

2007年
- 王牌投手 振臂高揮（編劇）
- 鋼彈危機（故事）

2009年
- Phantom ～Requiem for the Phantom～（編劇）
- 旋風管家!!（編劇）

2010年
- WORKING!!（編劇）

2011年
- 機動戰士鋼彈AGE（編劇）

2012年
- 襲來！美少女邪神（編劇）

2013年
- THE UNLIMITED 兵部京介（編劇）
- 襲來！美少女邪神W（編劇）
- 我要成為世界最強偶像（編劇）

2014年
- 機械少女Z
- 獻給某飛行員的戀歌（編劇）
- 魔法少女大戰（編劇）
- 偽姬物語（編劇）

2015年
- 那就是聲優！（編劇）

2016年
- ReLIFE（編劇）
- 逆轉裁判 ～對這個「真相」，有異議！～（編劇）
- 美少女遊戲組合 Crane Game Girls Galaxy（編劇）

2017年
- AKIBA'S TRIP -THE ANIMATION-（編劇）
- 擴張少女系三重奏（編劇）
- 戰鬥女子學園（編劇）

2018年
- 星光頻道（編劇）
- PERSONA5 the Animation（編劇）

2019年
- 當勇氣之花朵綻放時 柳瀨嵩與麵包超人的故事（編劇）
- 戰×戀（編劇）

2020年
- 奇幻☆怪盜？（編劇）
- 總之就是很可愛（編劇）

2021年
- 總之就是很可愛 ～SNS～

2022年
- 遊戲王GO RUSH（編劇）
- 菜鳥鍊金術師開店營業中（編劇）
- 總之就是很可愛 ～制服～

2023年
- 間諜教室（編劇）
- 總之就是很可愛 第2季（編劇）
- 總之就是很可愛 女子高中篇（編劇）
- 黑暗集會（編劇）
- 戰鬥陀螺 X（2023年－2024年，編劇）

2024年
- 聽說你們要結婚！？（編劇）

2025年
- WITCH WATCH 魔女守護者（編劇）

### 特攝影集
- 時空警察Wecker Signa（日语：時空警察ヴェッカーシグナ）（2007年，編劇）

### 舞台劇
- 時空警察Wecker Site（日语：時空警察ヴェッカーサイト）（2011年，編劇）

### 遊戲
- 水的碎片
- 水的碎片 -once summer of islet- ORIGIN
- 天使的碎片 the lost article of memory
- 異域神劍X（2015年）[7]
- 異域神劍2（2017年）

### 小說
- 超能奇兵系列
  - 超能奇兵 新盟約（電擊文庫）
  - 超能奇兵After（電擊文庫）
  - 超能奇兵After 2（電擊文庫）
  - 超能奇兵After 完整版（HobbyJAPAN（日语：ホビージャパン））

《超能奇兵After》第2冊發行後，至第3冊（最終冊）的發行日之前有很長的一段時間杳無音訊。但是在睽違10年的2012年3月10日，為紀念超能奇兵誕生10週年企劃，選在這個日子發行完整版時才正式宣布完結。而完整版的內容為第1冊和第2冊的再編版，並收錄了最終章迎接結局的故事內容。
- 警察 墓（女神文庫（日语：メガミ文庫））
- 鐵金剛少女Z THE NOVEL〈Team Z〉爆誕篇（竹書房）

### 漫畫
- 槍與劍（編劇，秋田書店《週刊少年Champion》發表）
- 向日葵 機動戰士鋼彈 Original Site Story（編劇，集英社出版、收錄在藤原神居的短篇漫畫集《COVERS（日语：COVERS (漫画)）》）

### 其它
- Voiniv（日语：ボイノベ）《無盡合體如月》－負責著作[8]

## 腳註

## 相關項目
- 日本動畫師列表
- 日本編劇列表（日语：脚本家一覧）
- 日昇動畫
- 電擊文庫
- 女神文庫（日语：メガミ文庫）

## 外部連結
- （日語）－兵頭一步的官方個人網站。
- 兵頭一步的X（前Twitter） （日語）